# Duji

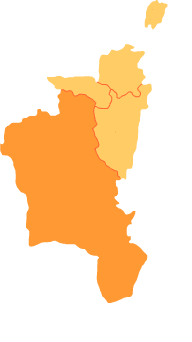
Lage des Stadtbezirks Duji im Gebiet der bezirksfreien Stadt Huaibei

Der Stadtbezirk Duji (chinesisch 杜集区, Pinyin Dùjí Qū) ist ein Stadtbezirk der bezirksfreien Stadt Huaibei im Norden der chinesischen Provinz Anhui. Er hat eine Fläche von 238,5 Quadratkilometern und zählt 342.000 Einwohner (Stand: Ende 2018).
Auf Gemeindeebene setzt sich der Stadtbezirk aus zwei Straßenvierteln und drei Großgemeinden zusammen. 